# Tôn Phụ
Tôn Phụ (giản thể: 孙辅; phồn thể: 孫輔; bính âm: Sūn Fǔ; ? – ?), tự Quốc Nghi (國儀), là tướng lĩnh dưới quyền quân phiệt Tôn Sách, Tôn Quyền thời Tam Quốc trong lịch sử Trung Quốc.

## Cuộc đời
Tôn Phụ quê ở huyện Phú Xuân, quận Ngô, Dương Châu, là con trai thứ hai của Tôn Khương (anh trai Tôn Kiên), dưới Tôn Bí, theo thứ bậc là anh họ của Tôn Sách, Tôn Quyền. Tôn Phụ từ nhỏ mồ côi cha mẹ, do anh cả Tôn Bí nuôi lớn.
Khi Tôn Sách bình định Giang Đông, Tôn Bí cùng Tôn Phụ đi theo. Phụ được phong làm Dương Vũ hiệu úy.
Năm 197, Tôn Sách chiếm lĩnh Cối Kê, mở đợt chinh phạt vào các huyện Đan Dương, Kính, Tuyên Thành, Lăng Dương, Thủy An, Y, Hấp, phái Tôn Phụ đóng ở Lịch Dương để đề phòng Viên Thuật. Phụ trấn thủ Lịch Dương, cho người chiêu tập dân chạy nạn. Sau đó, Tôn Phụ theo Sách tấn công Lăng Dương, đánh bại liên minh Sơn Việt, bắt sống tông soái Tổ Lang.
Năm 199, Tôn Phụ cùng Tôn Bí theo Chu Du đánh thái thú Lư Giang Lưu Huân, chiếm được thành trì cùng gia đình Viên Thuật. Trong trận, Phụ làm gương cho quân sĩ, dũng cảm xông pha, lập được chiến công. Sau trận, Tôn Sách cắt quận Dự Chương thành hai quận Dự Chương và Lư Lăng, phong Tôn Bí làm thái thú Dự Chương, Tôn Phụ làm thái thú Lư Lăng, đổi tên huyện trị thành Tây Xương, chia lại các quận giao cho Tôn Phụ quản lý.
Về sau, Tôn Phụ được phong Bình Nam tướng quân, giả tiết, lĩnh thứ sử Giao Châu.
Năm 200, Tôn Sách bị chết do ám sát, Tôn Quyền lên thay. Tôn Phụ lo lắng Tôn Quyền tuổi trẻ, không có đủ năng lực để quản lý Giang Đông, lại cho rằng anh cả Tôn Bí vốn đủ uy đức để kế thừa Tôn Sách. Trong một lần Tôn Quyền có việc rời nhiệm sở, Tôn Phụ gửi thư liên hệ với Tào Tháo, bị người tố giác. Tôn Quyền trách cứ: Anh em trong nhà có gì không vui thì nói thẳng ra, hà cớ gì phải gọi người ngoài?
Tôn Quyền giết hết thuộc hạ của Tôn Phụ, cắt giảm bộ khúc, lưu đày ở phía đông. Mấy năm sau, Tôn Phụ chết, Trần Lâm viết hịch đánh Ngô liệt kê đây là tội của Tôn Quyền.

## Gia đình
Con trai:
- Tôn Hưng (孫興)
- Tôn Chiêu (孫昭)
- Tôn Vĩ (孫偉)
- Tôn Hân (孫昕)

Con gái
- Tôn thị (孙氏), gả Lạc Thống.

Cháu trai:
- Tôn Kỳ (孫奇)

## Trong văn hóa
Tôn Phụ không xuất hiện trong tiểu thuyết Tam quốc diễn nghĩa của La Quán Trung.